# Johannes Philippus de Lignamine
Johannes Philippus de Lignamine előkelő szicíliai családból származott. A 15. században Rómában íróként, nyomdászként, kiadóként és orvosként tevékenykedett. Azt próbálta bebizonyítani, hogy Gutenberg találta fel a mozgatható betűkkel való könyvnyomtatást; hat évvel Gutenberg halála után, 1474-ben, az általa nyomtatott műben, Riccobaldus Chronika summorum pontificum című munkájában lelkesen írt Gutenberg ügyességéről, aki fémbe metszett betűiről egyetlen nap alatt háromszáz levelet (azaz 600 oldalt) tudott nyomtatni.
Fitz József azt kutatta, hogy Hess András melyik római nyomdából érkezett Magyarországra. Sweynheym és Pannartz, Ulrich Han, valamint Georgius Lauer nyomdája mellett Lignaminéjét is megvizsgálta. Fitz kutatása egyébként a Lauer-nyomdát jelölte meg Hess előző munkahelyeként.